# Józef Jodko
Józef Jodko herbu Lis – sędzia grodzki inflancki w latach 1765–1768, skarbnik inflancki w latach 1758–1765.
Jako poseł na sejm elekcyjny był elektorem Stanisława Augusta Poniatowskiego z Księstwa Inflanckiego w 1764 roku.